# Duits & Lauret Stout
Duits & Lauret Stout is een Nederlands bier van hoge gisting.
Het bier wordt sinds 2009 gebrouwen voor Speciaalbierbrouwerij Duits & Lauret in De Proefbrouwerij te Hijfte, België. Het is een zwart bier, type stout, met een alcoholpercentage van 6,5%.  Dit was het eerste bier dat de brouwerij op de Nederlandse markt lanceerde.

Tijdens het tweede Utrechtse Bierbrouwersfestival in mei 2012, werd dit bier uitgeroepen tot "Meest Gewaardeerde Bier van de provincie Utrecht".